# Zancona
Zancona est une frazione située sur la commune de Arcidosso, province de Grosseto, en Toscane, Italie. Au moment du recensement de 2001 sa population était de seulement 80 habitants.

## Géographie
Le hameau est situé sur les pentes du Monte Labbro, l'un des pics qui forment le Mont Amiata, sur les rives de la rivière Zancona, qui donne son nom au village.

## Histoire
Zancona est un nom d'origine étrusque, qui indique la formation d'une petite vallée ; au cours de la période étrusque, il a été le dernier village sur la frontière orientale du territoire sous la domination de la ville de Roselle. Près de la rivière ont été trouvés des artéfacts datant du IVe siècle av. J.-C. et une nécropole des IIIe – IIe siècle av. J.-C., avec des urnes cinéraires et des vases de grès sur lesquels sont écrits les noms des morts en étrusque.
Au XIXe siècle Zancona était le lieu de prédication de David Lazzaretti, le prophète de l'Amiata, qui a donné lieu à la communauté religieuse de Giurisdavidismo. Lazzaretti a passé son temps parmi le peuple de Zancona et Macchie, réunissant dans ces lieux ses nombreux adeptes et disciples. Sur le sommet du Monte Labbro, surplombant le village, Lazzaretti bâtit son monastère, qui après sa mort est entré en déclin et dont, aujourd'hui, on peut visiter les ruines. Après la mort de David Lazzaretti, tué par les carabiniers d'Arcidosso en 1878, presque tous les prêtres de le Giurisdavidismo qui propageaint ses idées étaient de Zancona,.

## Monuments
Dans la partie inférieure du village, près de la rivière, se dresse l'église Sant'Anna, construite dans la fin du XIXe siècle.